# Fra due battiti
Fra due battiti è un film italiano del 2021 diretto da Stefano Usardi.

## Trama
Giovanni decide di aiutare un suo amico rimasto chiuso in ospedale a causa di un trauma. Per scrivere un libro si fa aiutare da un particolare sceneggiatore che gli organizza frammenti di vita. Senza sapere mai se quello che vive è vero o finzione conosce Rosa, di cui si innamora. A causa di questo decide di smettere di scrivere il libro per salvare l'amico e se ne va da casa. Il maggiordomo, Remo Girone, si prodiga per farlo continuare, ma lui non deiste. Con l'aiuto di uno scrittore riesce a concludere il libro e salvare l'amico. Nessuno si troverà escluso perché un maggiordomo Sergio Tramonti attore mette fine a tutta la messinscena.

## Produzione
Film patrocinato dalla città di Trento è stato presentato in città nel 2021. Nel film compare il castello del Buonconsiglio. Nel film Remo Girone compare con la moglie, anche nella vita, Victoria Zinny che nel film è una signora che interpreta la sorte. Nel film compaiono anche alcuni scorci di Riva del Garda. Film indipendente realizzato con basso budget, ma che ha coinvolto attori internazionali.